# ティアンドエスグループ
ティアンドエスグループ株式会社（英: T&S Group Inc.）は、ソリューション事業、半導体事業、先進技術ソリューション事業を主とする日本の企業。

## 概要
株式会社テックジャパンと株式会社シナノシステムエンジニアリングの新設合併により、ティアンドエス株式会社が設立された。

## 沿革
- 2016年
  - 11月 - 株式会社テックジャパン（1996年創業） 、株式会社シナノシステムエンジニアリング （1985年創業）の新設合併によりティアンドエス株式会社を設立。神奈川県横浜市西区を本社、神奈川県横浜市神奈川区を横浜開発センターとしてスタートする[3]。
- 2017年
  - 11月 - 業務効率化を目的とし、横浜開発センターを本社へ統合[3]。
- 2018年
  - 6月1日 - 三重県四日市に四日市事業所開設[4]。
- 2019年
  - 7月22日 - 岩手県北上に北上事業所開設[5]。
- 2020年
  - 4月7日 - 産学共創プラットフォーム共同研究推進プログラム（OPERA）への参画決定[6]。
  - 8月7日 - 東京証券取引所 マザーズ市場に上場[7]。
  - 8月17日 - 横浜西部地区のお客様のシステム開発支援の利便性を向上させることを目的に、神奈川県横浜市に戸塚事業所の開設を決定[8]。
  - 10月1日 - 神奈川県横浜市に戸塚事業所開設[9]。
  - 12月 - R&Dセンター新設[3]。
- 2022年
  - 4月 - 東京証券取引所の市場区分の見直しにより、東京証券取引所マザーズからグロース市場に移行。
- 2024年
  - 6月 - ティアンドエス株式会社からティアンドエスグループ株式会社に商号変更。

## 事業領域

### ソリューションカテゴリ
ソリューションカテゴリーは、顧客ニーズに応える様々な技術やプラットフォームに対するソリューションの提供を行う
。アプリケーション開発、インフラ構築、システムの運用保守、ヘルプデスク等、全てのバリューチェーンに対応可能。
業務アプリケーション開発
要件定義、基本設計、詳細設計、コーディング、単体テスト、結合テストの各工程におけるソリューションの提供を行う。
医療システム開発
シミュレーター開発、医療系システム開発を行う。
SharePoint導入/移行支援
SharePointによるサイト構築及びノーツからの移行を支援。ノーツからSharePointへの移行、NintexWorkflowを活用したワークフロー開発、NintexFormsを活用したフォーム開発を手がける。
オンサイト開発支援
派遣契約、SES契約等、多様なモデルでの顧客ニーズに応える。
ソフトウェア検証
テスト計画支援、テスト設計支援、テスト実施支援を行う。
インフラ構築
サーバー、ミドルウェア、ネットワークの設計、構築を行う。クラウド基盤に関わる技術支援を実施。
インフラサービス
業務効率化、業務精度向上を目的にオンサイトでの顧客業務、システムのサポートを行う。

### 半導体カテゴリー
半導体産業、特にNAND Flashメモリ工場の運用、保守サービスを提供する。
- 半導体工場の運用・保守支援
- RPA導入・運用支援
- 半導体製造装置運用保守業務
- 業務プロセスならびにシステム運用の効率化支援
- アプリケーション開発技術支援
- ネットワーク・サーバー保守業務・設計の技術支援
- SharePointの開発、技術支援

### 先進技術ソリューションカテゴリー
ネットワーク・画像認識・ハードウェア制御・ソフトウェア高速化等、最新の高度技術を駆使し、ソフトウェアの高機能化、品質向上を実現する。
AIテクノロジ
論文調査、論文アルゴリズムの実装・評価、アルゴリズムの研究開発、アノテーションサービス、AIソフトウェア開発等、アルゴリズム研究開発支援を行う。画像認識ソフトウェア開発。
ソフトウェア高速化
アルゴリズム最適化、ハードウェアレベル最適化、カスタマイズサービスを行う。
画像認識ソフトウェア開発
フィージビリティスタディ支援、ソフトウェア性能向上支援、ソフトウェア実装を行う。

## 加盟団体
- 一般社団法人 IT検証産業協会(IVIA)